# Черемошная Воля
Черемо́шная Во́ля (укр. Черемо́шна Во́ля) — село в Головненской поселковой общине Ковельского района Волынской области Украины.
До 2020 года входило в Любомльский район.
Код КОАТУУ — 0723383106. Население по переписи 2001 года составляет 442 человека. Почтовый индекс — 44322. Телефонный код — 3377. Занимает площадь 1,92 км².